# Zafer Demir
Zafer Demir (* 8. Januar 1977 in Erzurum) ist ein ehemaliger türkischer Fußballspieler.
Seine Vereinslaufbahn begann Zafer Demir 1996 bei Erzurumspor. Im Juli 2002 wechselte er zu Kayserispor und spielte für diesen Verein bis Juni 2003. Es folgten Stationen bei Konyaspor (2003–2006), Sakaryaspor (2006/07), Denizlispor (2007/08) und schließlich wieder bei Konyaspor (2008/09). Er war Mittelfeldspieler und wurde in seiner Laufbahn in 158 Spielen der türkischen Süper Lig eingesetzt.